# نجم البحر

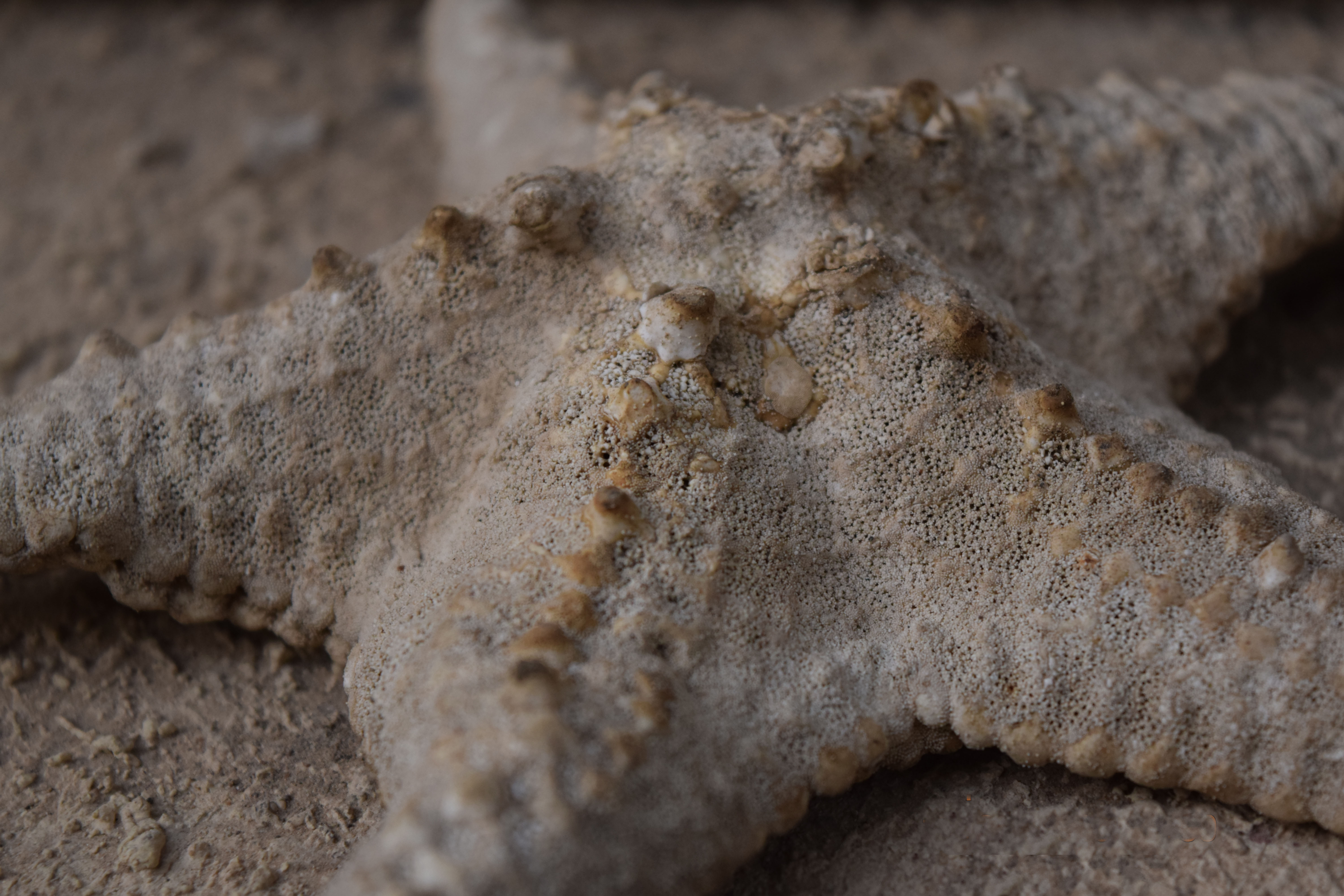
نجم بحر محنط.

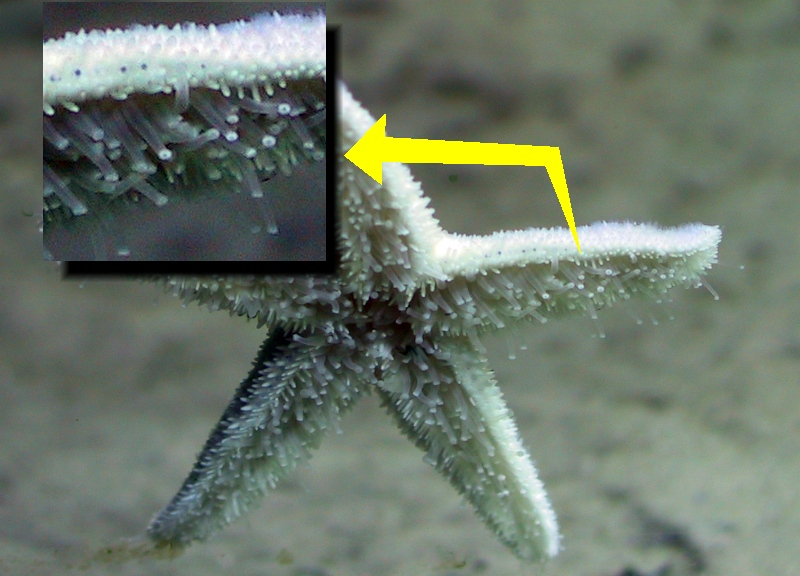
صورة مكبرة للأنابيب الدقيقة الموجودة على السطح السفلي من جسم نجم البحر

نجم البحر (باللاتينية: Asteroidea) هو حيوان مائي لافقاري، ينتمي إلى شعبة شوكيات الجلد، ويتميز بأذرعه المتعددة، والتي قد تتراوح بشكل كبير في العدد، وتحتوي على أنيبات (أنابيب) دقيقة، تستخدم للحركة والالتصاق بالسطوح، وهي موزعة على هيئة صفين في كل قدم. كما يفتقر إلى وجود دماغ، لكنه يحتوي على جهاز عصبي مستقل.
تتغذى على المحاريات ( أبطء في الحركة من نجوم البحر )، أو على الأستريديا الذي لا يتحرك على الأطلاق.أما كيف يستطيع نجم البحر أن يفتح محاراً حياً فهذا يحتاج إلى بيان، يصعد نجم البحر على المحار، ويكون جسمه منثنياً كسنام، ويلصق أقدامه الأنبوبية بمصراعي المحار ثم يبدأ عملية الشد.وينفعل المحار، لهذا، بأن يقفل مصراعيه قفلاً محكماً. ويستعمل نجم البحر أقدامه الأنبوبية العديدة في نوبات، وبذا يستطيع أن يستمر في بذل مجهود لمدة أطول من المحار، فيبقي الشد على المصراعين حتى تتعب العضلتان اللتان تقفلان المصراعين، وترتخيان في النهاية. وعندما ينفرج المصراعان يقلب نجم البحر الجزء السفلي من معدته في داخله إلى الخارج، ويخرجه خلال الفم، ويحيط بالأجزاء الرخوة من المحار ويهضمها. وتعود المعدة بالمواد الهضومة جزئياً إلى الجسم، وتمر هذه المواد إلى خمسة أزواج من غدد هضمية ( زوج في كل زراع ) تتصل بالجزء العلوي للمعدة. ولا يأخذ نجم البحر، بطريقة الأغتذاء هذه، إلاَّ القليل جداً من المواد غير القابلة للهضم، وهذا يفسر حقيقة وهي عدم وجود أمعاء تقريباً، وأن الأست، وهو فتحة صغيرة جداً في وسط السطح العلوي، يندر أن يستعمل أو لايستعمل على الإطلاق. ونجم البحر عندما يأكل محاراً صغيراً فقد يأخذ الحيوان كله إلى المعدة، ثم يقذف بالصدفة خلال الفم بعذ ذلك.
قنفذ البحر : يتغذى على الحشائش، حول الفم يوجد جهاز متقن من خمس أسنان مرتبة شعاعياً وتحركها عضلات بشكل يجعلها تمضغ الطعام. ولا تستطيع المعدة أن ينقلب داخلها إلى الخارج. والأمعاء طويلة ذات لفات.
يتركب جسم الحيوان من قرص، في وسطه فتحة الفم، ويتفرع من هذا القرص خمسة أذرع متشابهة شكلا، ومتساوية طولا وحجما. وسطحها العلوي أقتم من السفلي. ويوجد على جسمه عدد كبير من صفائح صلبة تبرز منها أشواك. ونجم البحر يبقي فمه دائما تجاه السطح الذي يزحف عليه كقاع البحر أو جوانب الصخور.
كما أنه يعوض الاطراف التي يفقدها فمثلًا إذا فقد ذراعه يعوض نفسه بذراع جديدة والذراع المقطوعة تعوض نفسها بجسم كامل جديد كلياً عن الجسم الأصلي.

## سبب تسمية نجم البحر بهذا الاسم
استمد كائن نجم البحر تسميته من شكله الذي يُشبه شكل النّجم، وبشكل عام هو حيوان بحري من فصيلة الجلد شوكيّات، ومنه أنواع كثيرة يُقارب عددها 2000 نوعاً منها أنواع ذات أذرع كثيرة عددها 10، أو 20، أو أكثر لتصل إلى نحو 40 ذراعاً، ولكن تُعتبر الأنواع ذات 5 أذرع الأكثر شيوعاً، ويُذكر أنّ نجم البحر من الكائنات المنتشرة على نطاق واسع في مُحيطات العالم من البحار الاستوائيّة حتّى الباردة منها.

## أنواعه
هناك عدد كبير من أنواع نجم البحر بعضها لم تعرف أسماؤها لغاية الآن، نذكر بعض منها:
- نجم البحر الجلدي
- نجم البحر الأزرق
- نجم البحر الياباني
- نجم البحر الوردية
- نجم البحر الملكية
- نجم البحر تاج الأشواك
- نجم البحر المحيط الهادي الدموية
- نجم البحر ذات التسعة أذرع
- نجم البحر الخفاش. نجم بحر عباد الشمس
- نجم البحر المصرية

## فوائده
لنجم البحر فوائد متعددة معظمها طبيّة نذكر منها:
- علاج الإدمان على الكحول.
- علاج مرض الربو.
- الاستفادة من جسمه في زراعة مفاصل،
- وأعضاء جسم الإنسان.
- علاج الجلطات الدماغية
- تقوم بحماية الخلايا العصبية من الجوع الأكسجيني ونقص الغذاء،
- كما وتطيل فترة بقائها على قيد الحياة، وتعمل على تسريع نموّها،
- وتدخل المواد البيولوجيّة أيضاً في صناعة عقاقير طبية للوقاية من الجلطات الدماغية وعلاجها.

لكل شئ فوائد ومضار، ولكن نجم البحر فوائده أكبر بكثير من مضارّه،
بل إنّ مضارّه لا تكاد تُذكر، والمتمثلة في أنّه في حالة ملامسته لجسم الإنسان قد يُكسر جزء من أشواكه وتنغرز في جلد الإنسان ممّا يسبّب له الوجع